# Élection à la direction du Parti conservateur britannique de 1989
L'élection à la direction du Parti conservateur de 1989 a eu lieu le 5 décembre 1989 pour élire le chef du Parti conservateur. Margaret Thatcher est réélue cheffe du parti. L'élection a lieu dans un contexte difficile pour les conservateurs. En effet, c'est la première fois depuis 1974 que les travaillistes sont en tête d'un scrutin national à l'occasion des élections européennes de 1989. Le parti travailliste progresse également dans les sondages depuis l'instauration de la Poll tax. Par ailleurs, le Chancelier de l'Échiquier, Nigel Lawson a annoncé sa démission en octobre 1989 en raison de divergences avec le conseiller économique de Thatcher, Alan Walters. Aussi, Margaret Thatcher est attaquée par des membres du parti qui désapprouve son euroscepticisme et son autoritarisme.
Margaret Thatcher est réélu.

## Résultats
|               | Margaret Thatcher | 314 | 84,0 |
| Anthony Meyer | 33                | 8,8 |      |
|               | Abstention        | 3   | 0,8  |
|               | Blancs/nuls       | 24  | 6,4  |
| Total         | Total             | 374 | 100  |